# Óscar Efrén Reyes
Óscar Efrén Reyes  (Baños, Tungurahua, 13 de junio de 1896 -  Quito, 1 de diciembre de 1966), fue un historiador, político, investigador y pedagogo ecuatoriano. Es recordado por su labor tanto en la docencia como en la investigación histórica del Ecuador y de América.

## Biografía
Nació en Baños, pequeña ciudad ubicada en la provincia de Tungurahua, el 13 de junio de 1896, siendo el único hijo de María Petronila Reyes Noboa. Su situación económica fue difícil desde que nació, ya que su padre lo abandonó cuando era tan solo un niño. Su padre fue arriero, oficio que lo obligaba a viajar constantemente, por lo que dejaba su hogar en el abandono. Tanto el pequeño Óscar como la señora Petronila soportaron días difíciles de hambre, esta situación enfermó al pequeño y a su madre, esta murió más tarde cuando él contaba con apenas trece años de edad, quedándose totalmente huérfano. Con esta lamentable pérdida pasó al cuidado de Juan Reyes Noboa y Rosita Romo de Reyes, sus tíos.
Tiempo después, en una finca llamada "la Escuadrilla", propiedad de sus abuelos, fue donde, el joven Óscar, tuvo los primeros acercamientos con las letras. Ahí, junto al paisaje agrícola, empezó a leer. Más tarde, aprendió gramática y matemáticas que pagó un padre dominico, quien se había quedado admirado del conocimiento literario de Óscar, que contaba en aquel entonces con tan solo quince años de edad. Luego de dos años de instrucción y estudio, bajo la tutela del padre belga, Reinaldo Van Shoote, sacerdote dominico, comenzó su labor de maestro de primaria en la ciudad de Baños.
Fue un gran maestro de vocación y de ideales sublimes, ejerció la docencia en escuelas y colegios; propulsor incansable de la educación. Fundó el Colegio Nacional Juan Pío Montúfar de Quito del cual fue su rector, al igual que del Instituto Nacional Mejía y Subsecretario de Educación en la primera presidencia del Dr. José María Velasco Ibarra.
A lo largo de su vida se preocupó por la educación de sus alumnos, lo que le impulsó a la redacción y recopilación de documentos que posteriormente le sirvieron para dar forma a sus obras de inestimable valor. Fue un hombre de invaluable talla para la investigación ecuatoriana, como persona; aún más, preocupándose siempre por los necesitados y débiles, pues ayudaba a ancianos o pobres. Estos fueron los aspectos sobresalientes de su personalidad que más lo distinguieron.

## Fallecimiento
Murió en la ciudad de Quito, debido a una mala práctica médica realizada en el Hospital Militar, la madrugada del 1 de diciembre de 1966. Se cumplieron sus deseos manifestados antes de fallecer, sus restos se trasladaron a Baños, su tierra natal, el 13 de junio de 1985.

## Obras
Desde muy joven inició su labor como escritor colaborando para distintos periódicos de su país y luego realizó trabajos biográficos e investigaciones que se encuentran impregnadas por una habilidad que resalta su obra no en vano Alejandro Carrión en su Diccionario de Literatura latinoamericana diría lo siguiente: 

"Pero nadie había buscado interpretar los sucesos históricos, descubrir sus causas, investigar sus remotos antecedentes y sus prolongadas repercusiones, relacionarlos con el desenvolvimiento económico y sociológico y la estructura étnica del país, verlos con perspectiva de años, trazando grandes cuadros de hechos concomitantes, eliminando lo accesorio, hallando las líneas centrales del devenir. Esto lo comenzó a hacer el profesor Reyes, dueño de un gran conocimiento de la técnica histórica moderna y de una privilegiada inteligencia. La "Historia de La República”, es en este sentido, el Primer libro moderno sobre historia del Ecuador, y la Breve Historia General del Ecuador es el más completo tratado  ¡de historia ecuatoriana desde este nuevo punto de visita que se haya publicado antes de la Historia del Ecuador de Alfredo Pareja Diezcanseco. Gracias él se ha logrado entender mucho de lo que venía siendo inexplicable en las minuciosas historias al viejo uso.  El profesor Reyes tiene una amplía y poderosa mirada y sabe descubrir nexos que le dan lugar a edificar grandes y acertados panoramas, donde el acontecer histórico se presenta lógico y asequible a la interpretación. El estilo es rico y noble, y realza, los hechos, sin que un desmesurado preocuparse por lo literario venga a deprimir la intención historicista central. Solamente en los acontecimientos muy recientes, el profesor Reyes, se deja nevar algo por su pasión de actor y espectador, la posición inevitable del intelectual moderno".

- Biografía de Manuel J. Calle (1930).
- Historia de la República (1931).
- Los últimos siete años (1933).
- Breve biografía de don Celiano Monge (1933).
- Brevísima Historia General del Ecuador (1934).
- Vida de Juan Montalvo (1935).
- Los Incas Políticos (1936).
- Breve Historia General del Ecuador (1938).
- Historia y Geografía del Oriente Ecuatoriano (en colaboración con Francisco Terán, año 1939).
- La Dictadura y la Restauración (Ensayo 1941).
- Las Grandes Culturas en América (Ensayo 1945).
- Descubrimiento y conquista del Ecuador: Historia de las exploraciones españolas en territorio ecuatoriano (1949).
- Historia animada del Ecuador (Enseñanza y didáctica -1951-).